# Mistrzostwa Europy w Pływaniu 1927 – 200 m stylem klasycznym mężczyzn
Pływanie na 200 metrów stylem klasycznym mężczyzn było jedną z konkurencji pływackich rozgrywanych na Mistrzostwach Europy w Pływaniu w Bolonii. Znane są jedynie wyniki wyścigu finałowego. Złoto zdobył reprezentant Republiki Weimarskiej i obrońca tytułu mistrzowskiego na tym dystansie z I Mistrzostw Europy w Pływaniu z 1926 roku, Erich Rademacher. Srebro zdobył Niemiec Wilhelm Prasse, zaś trzecie – obrońca tytułu wicemistrzowskiego, Belg Louis Van Parijs. 

## Finał
| Pozycja | Zawodnik         | Czas   |
| ------- | ---------------- | ------ |
|         | Erich Rademacher | 2:55,2 |
|         | Wilhelm Prasse   | 2:58,0 |
|         | Louis Van Parijs | 2:59,8 |
| 4       | Karl Schäfer     | 3:01,2 |
| 5       | Wondrowitz       | 3:06,3 |